# Талалаєв Андрій Вікторович
Андрій Вікторович Талалаєв (рос. Андрей Викторович Талалаев; нар. 5 жовтня 1972, Москва, СРСР) — радянський та російський футболіст, нападник. Після закінчення ігрової кар'єри – тренер.

## Кар'єра гравця
Дебютував в основному складі московського «Торпедо» у 1991 році, провів у чемпіонаті СРСР п'ять матчів. 1992 року був гравцем стартового складу. У чемпіонаті Росії провів 18 матчів та відзначився трьома голами. Восени у матчі Кубку УЄФА відзначився голом у ворота мадридського «Реалу».
У 1993 році став володарем Кубку Росії. 1994 року у другій половині сезону виступав за КАМАЗ. У 1995 році повернувся до «Торпедо». У 1996 році перейшов до «Динамо-Газовика» (Тюмень). У першому дивізіоні відзначився 13-ма голами та допоміг клубу повернутися до вищої ліги. У 1997 році не потрапляв до основного складу «Тюмені» й по ходу сезону перейшов до «Томі», якій допоміг вийти до першого дивізіону. Далі вирушив до італійського «Тревізо». Після повернення Росію грав за «Локомотив» (Нижній Новгород) і «Томь» 1999 року.
У вищій лізі Росії зіграв 69 матчів, забив 8 м'ячів.

## Кар'єра тренера

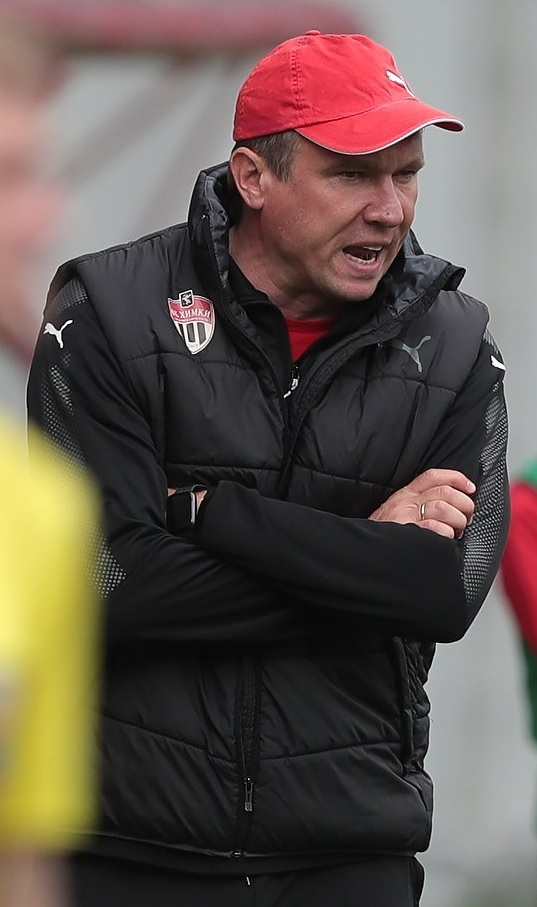
Андрій Талалаєв — головний тренер ФК «Хімки», матч проти ФК «Луч-Енергія», 2019 рік

У 1999-2003 роках працював тренером у СДЮШОР «Торпедо-ЗІЛ» з футболістами 1988 та 1993 років народження.
У 2004 році увійшов до штабу Невіо Скали як тренер-перекладач у московському «Спартаку».
З 2005 по 2010 рік очолював юнацьку збірну Росії 1990 року народження, з червня по грудень 2010 — юніорську збірну (гравці до 20 років), створену на основі команди з гравців 1990 року народження, а в 2009—2010 роках також юнацьку збірну Росії (з гравців до 15 років). 13 грудня 2010 року залишив пости у юнацькій (U-15) та юніорській збірних. Як наставник юнацької збірної Росії виховав Алана Дзагоєва.
У січні 2011 року очолив молодіжну команду «Ростова». З 20 червня по 1 серпня був виконувачем обов'язків головного тренера «Ростова». У серпні 2011 року залишив команду після того, як посаду головного тренера зайняв Сергій Балахнін.
Після призначення Фабіо Капелло головним тренером збірної Росії отримав шанс увійти до тренерського штабу національної команди, але, за його словами, пропрацювавши три тижні, отримав пропозицію, яка його не влаштувала.
16 серпня 2012 року увійшов до тренерського штабу Юрія Красножана в «Кубані», але менш ніж через півроку залишив посаду.
З липня 2013 року допомагав тренерському штабу московського ЦСКА у перегляді суперників.
3 лютого 2014 року став головним тренером аматорського клубу «Росич», але вже наприкінці березня 2014 року очолив клуб «Волга», який тренував до його розформування після завершення сезону 2015/16 років. Під його керівництвом команда вилетіла з Прем'єр-ліги, а в першості ФНЛ займала 13-те та 10-те місця.
8 вересня 2016 став головним тренером «Тамбова», який виступав у ФНЛ. На той час після 11 турів команда займала 17 місце, маючи в активі 10 очок. Однак у наступних 27 матчах команда набрала 47 очок й посіла 5-те місце. У сезоні 2017/18 років клуб посів 4-е місце, набравши 68 очок, пробившись у стикові матчі за місце у Прем'єр-лізі, де поступився «Амкару». Після цього Андрій Талалаєв покинув клуб.
У червні 2018 року очолив вірменський «Пюнік». У кваліфікації Ліги Європи 2018/19 команда пройшла два раунди (вибивши «Вардар» та «Тобол») та поступилася у третьому («Маккабі» Тель-Авів). 2 грудня у матчі проти «Гандзасара» (1:3) образив четвертого суддю й був вилучений, а 6 грудня дискваліфікований до 31 травня 2019 року. Після подачі «Пюніком» апеляції термін дискваліфікації Талалаєва було скорочено до 31 березня. Наприкінці грудня визнано тренером року у Вірменії. 9 квітня 2019 року залишив клуб «за сімейними обставинами», а наступного дня очолив клуб ФНЛ «Хімки».
Під його керівництвом після 25 турів «Хімки», набравши 50 очок, посідали третє місце у турнірній таблиці ФНЛ сезону 2019/20, проте тренер пішов у відставку, оскільки помінявся вектор розвитку клубу — наголос буде робитися на молодь та вихід у РПЛ як наслідок не передбачався.
28 червня 2020 року змінив Міодрага Божовича на посаді головного тренера самарських «Крил Рад» (які в сезоні 2019/20 на момент його призначення замикали турнірну таблицю РПЛ), уклавши дворічну угоду. 25 липня 2020 року прес-служба клубу повідомила про те, що фахівець залишає клуб. Врятувати «Крила Рад» від вильоту йому не вдалося — команда посіла 15-те місце у турнірній таблиці.
26 липня 2020 року очолив грозненський «Ахмат», підписавши контракт на три роки.

## Телевізійна кар'єра
Якийсь час працював на телеканалі «Спорт». Коментував матчі чемпіонату Росії, Англії, Ліги чемпіонів та Кубку УЄФА. У парі з Володимиром Стогнієнком коментував матчі чемпіонату світу 2006 року, чемпіонатів Європи 2008 та 2020 року, фінал Ліги чемпіонів УЄФА 2008 та фінал Кубку УЄФА 2008. Регулярно виступав у ролі експерта телеканалу «Матч ТВ» в декількох центральних матчах.

## Особисте життя
Дружина – Олена. Займалася лижами, потім перейшла до ріелторського бізнесу, згодом став керівником агентства нерухомості. Двоє синів (1993 та 2003 років народження). Старший Андрій грав на аматорському рівні, також перебував у заявці клубу ФНЛ дзержинського «Хіміка» на сезон 2014/15 років.

## Статистика як головного тренера
| Команда      | Країна   | Початок роботи  | Завершення роботи | Результати | Результати | Результати | Результати | Результати |
| Команда      | Країна   | Початок роботи  | Завершення роботи | Іг         | В          | Н          | П          | % перемог  |
| ------------ | -------- | --------------- | ----------------- | ---------- | ---------- | ---------- | ---------- | ---------- |
| «Ростов»     | Росія    | 21 червня 2011  | 30 червня 2011    | 2          | 0          | 1          | 1          | 00.00      |
| «Волга» (НН) | Росія    | 29 березня 2014 | 20 червня 2016    | 86         | 29         | 13         | 44         | 33,72      |
| «Тамбов»     | Росія    | 8 вересня 2016  | 23 травня 2018    | 71         | 35         | 16         | 20         | 49,30      |
| «Пюнік»      | Вірменія | 12 червня 2018  | 9 квітня 2019     | 31         | 14         | 6          | 11         | 45,16      |
| «Хімки»      | Росія    | 10 квітня 2019  | 23 січня 2020     | 33         | 20         | 7          | 6          | 60,61      |
| «Крила Рад»  | Росія    | 28 червня 2020  | 25 липня 2020     | 6          | 2          | 3          | 1          | 33,33      |
| «Ахмат»      | Росія    | 27 липня 2020   | 11 вересня 2022   | 77         | 33         | 12         | 32         | 42,86      |
| «Торпедо»    | Росія    | 13 жовтня 2022  | 22 березня 2023   | 12         | 2          | 1          | 9          | 16,67      |
| «Хімки»      | Росія    | 11 квітня 2023  |                   | 28         | 13         | 6          | 9          | 46,43      |

Станом на 11 листопада 2023 року

## Досягнення
- Вища ліга СРСР
  -  Бронзовий призер (1): 1991
- Кубок Росії
  -  Володар (1): Кубок Росії з футболу 1992/93